# روبرت غيبون جونسون
روبرت غيبون جونسون (بالإنجليزية: Robert Gibbon Johnson)‏ هو محامي أمريكي، ولد في 23 يوليو 1771 في سالم في الولايات المتحدة، وتوفي في 2 أكتوبر 1850 في نيو هيفن في الولايات المتحدة.